# We All Need Love (album Double You)
We All Need Love è l'album di debutto del gruppo musicale eurodance Double You, pubblicato nel 1992 dall'etichetta discografica DWA.
L'album conteneva il celebre singolo Please Don't Go, cover dell'omonimo brano dei KC and the Sunshine Band di successo in tutta Europa. Secondo e ultimo singolo è stata la title track We All Need Love.

## Tracce
CD (DWA 0067)
1. Please Don't Go - 3:16 (Harry Wayne Casey, Richard Fich)
2. We All Need Love - 3:36 (Domenic Troiano)
3. Drive - 3:31 (Ric Ocasek)
4. Why - 4:05 (Alessia Aquilani, Francesco Amato, A. De Antoni)
5. Who's Fooling Who - 3:03 (Al Hudson, Glenda Hudson)
6. en:Walking on the Chinese Wall - 3:30 (Roxanne Seeman, Billie Hughes)
7. Going Back (Living in Venice) - 2:40 (Naraine, Roberto Zanetti)
8. With or Without You - 3:07 (U2)
9. Looking at My Girl - 3:13 (Naraine, Francesco Amato, A. De Antoni, Deric Angelettie)
10. You Are My World - 2:58 (A. De Antoni, Amato Naraine)
11. Please Don't Go (Dub Reprise) - 0:58

## Classifiche
| Classifica (1992) | Posizione raggiunta |
| ----------------- | ------------------- |
| Svizzera          | 12                  |
| Austria           | 24                  |
| Germania          | 58                  |